# Heinrich Rattermann
Heinrich Armin(ius) Rattermann, als Pseudonym Hugo Reimmund (* 14. Oktober 1832 in Ankum, Landkreis Osnabrück; † 5. Januar 1923 in Cincinnati, Ohio, USA) war deutsch-amerikanischer Versicherungsunternehmer, Historiker, Schriftsteller und Herausgeber der deutschsprachigen Monatsschrift Der Deutsche Pionier (1869–1887) und der Vierteljahresschrift Deutsch-Amerikanisches Magazin.

## Leben
Rattermann kam 1845 mit seinen Eltern als 13-Jähriger nach Cincinnati. Als er nach dem Tod seines Vaters für die Mutter und seine Schwestern sorgen musste, gründete er 1858 an der Vine Street im früheren Deutschen-Viertel Over-the-Rhine (Über’m Rhein) die Deutsche Gegenseitige Versicherungs-Gesellschaft. Das spätere, sehr repräsentative Firmengebäude steht noch heute in Walnut Street, Ecke 13th Street (später 12th Street). Rattermann ließ es im Jahr 1877 nach den Plänen des deutschen Architekten Johann Bast (1812–1880) bauen und mit Skulpturen von Leopold Fettweis (1848–1912), einem deutschstämmigen Bildhauer in Cincinnati, ausschmücken. Die Statue der Germania gab dem Gebäude seinen noch heute gültigen Namen Germania Building. Mit Eintritt der USA in den Ersten Weltkrieg wurde das Unternehmen in Hamilton Mutual Insurance umbenannt und arbeitet noch heute unter diesem Firmennamen.
Als Autodidakt wurde Rattermann im Laufe der Zeit ein einflussreicher Bürger der Stadt und ein national bekannter Autor von 44 Büchern, unzähligen Artikeln und sogar einigen Opern. Er gründete 1869 die Monatsschrift Der Deutsche Pionier, eine deutschsprachige Zeitung über die deutsche Einwanderung mit Biografien bedeutender Deutscher in den USA und Organ der German Pioneer Society of Cincinnati (Ohio), und war bis 1887 deren Herausgeber. Diese Zeitung dient noch heute Historikern und Genealogen als wichtiges Nachschlagewerk über die Geschichte der deutschen Einwanderung in die USA und die deutsche Kulturgeschichte in Amerika. Rattermann gilt als der bedeutendste deutsch-amerikanische Schriftsteller seiner Zeit und war – und ist bei Fachleuten noch heute – in ganz Amerika bekannt.
Im Jahr 1895 organisierte Rattermann in Cincinnati den ersten „Tag der Deutschen“ (German Day), an dem spontan 12.000 Menschen teilnahmen. Einen Teil des kulturellen Programms gestaltete das erst kürzlich gegründete Cincinnati Symphonie Orchestra und der Festtag schloss mit einem großen Feuerwerk. Die Konsequenz aus dieser erfolgreichen Veranstaltung war die Gründung der German Day Society, die den „Tag der Deutschen“ jährlich veranstalten sollte. Davor hatte es zwar seit 1883 schon in unregelmäßigem Rhythmus zu Ehren von Franz Daniel Pastorius (1651–1719/1720) das „Pastorius-Fest“ (Pastorius Celebration) gegeben. Pastorius hatte schon 1683 den Ort Germantown (heute Vorstadt von Philadelphia) in Pennsylvania gegründet, doch erst durch Rattermanns Initiative und die German Day Society wurde dieser „Tag der Deutschen“ zu einer jährlichen Veranstaltung. Aus politischer Rücksichtnahme wurde der Gesellschaftsname später in German-American-Alliance, dann Amerikanische Bürger-Liga und schließlich in Deutsch-Amerikanische Bürger-Liga (German-American Citizens League) geändert. Heute ist diese Bürger-Liga der Dachverband für etwa 20 deutsch-amerikanische Organisationen im Großraum Cincinnati mit etwa 25.000 Mitgliedern und koordiniert, repräsentiert und fördert die Interessen der Deutschamerikaner und deren Kultur. Die Liga ist alljährlich Veranstalter des „Deutschen Tages“ im Juni und unterstützt jährlich im Oktober den German-American Heritage Month („Monat des deutsch-amerikanischen Erbes“).
Rattermann war Freund und Biograf des bekannten Deutschamerikaners Gustav Körner (1809–1896).

## Bibliografie
- Der Deutsche Pionier. Redakteur H. A. Rattermann. 8. Jg. 1876. Cinncinatti 1876.
- Nord-Amerikanische Vögel in Liedern. Für Familien- und Schulgebrauch. Selbstverlag, Cincinnati (Ohio), 1904.
- Gesammelte ausgewählte Werke, Selbstverlag, Cincinnati (Ohio) 1906–1914
- Politische Sonette aus den Jahren 1900 bis 1912, Selbstverlag, Cincinnati (Ohio) 1912.